# Reducto (Montevideo)
El barrio Reducto es uno de los 62 barrios de Montevideo, la capital de Uruguay. Limita con Brazo Oriental y con Atahualpa al norte, Bella Vista al oeste, con Jacinto Vera al este y con La Aguada y Villa Muñoz al sur.

## Origen del nombre
En 1813, durante el segundo sitio de Montevideo, José Rondeau se vio obligado a tomar la quinta de Gulart (un comerciante catalán) para el alojamiento y cuartel general de su ejército. Esta quinta fue fortificada a un bastión o reducto de guerra.

## Lugares destacados

### Hospital Vilardebó

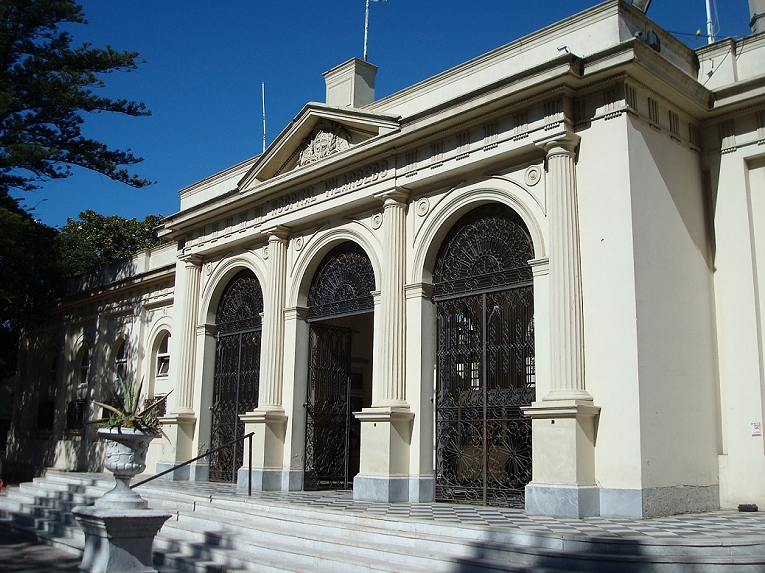
El Hospital Vilardebó en 2010

El Hospital Vilardebó fue construido en la quinta que era de la familia Vilardebó, sobre el camino Millán. En 1867, general Flores puso allí la piedra fundamental del Asilo de Dementes que luego, con el nombre de "Manicomio Nacional", fue inaugurado el 25 de mayo de 1880.

### Hospital Español
El Hospital Español se inauguró en 1909, financiado con dinero proveniente de la colectividad española, dando atención gratuita a los más necesitados. Estuvo cerrado durante muchos años pero fue reabierto en 2006 por el presidente Tabaré Vázquez.

### Iglesia del Reducto
Sobre la avenida Garibaldi, separado del Hospital Español por la plaza Cardenal Antonio María Barbieri (antiguamente plaza Eugenio Garzón). Frente a ella, el monumento al obrero urbano, obra del escultor uruguayo Bernabé Michelena. 

### Escuela Alemania
Escuela pública ubicada sobre la calle Vilardebó casi avenida San Martín.

### El Águila
Edificio ubicado sobre la avenida San Martín, entre Av. Garibaldi y Cl. Ceibal. Antiguamente allí funcionaba una fábrica de diversos productos alimenticios llamada Saint. En la década del 2010, se iniciaron trabajos de restauración dentro y fuera de la otrora industria. Desde 2013 es la sede en Uruguay de la Fundación Telefónica Movistar.